# I. e. 409
Évszázadok: i. e. 6. század – i. e. 5. század – i. e. 4. század
Évtizedek: i. e. 450-es évek – i. e. 440-es évek – i. e. 430-as évek – i. e. 420-as évek – i. e. 410-es évek – i. e. 400-as évek – i. e. 390-es évek – i. e. 380-as évek – i. e. 370-es évek – i. e. 360-as évek – i. e. 350-es évek
Évek: i. e. 414 – i. e. 413 – i. e. 412 – i. e. 411 –  i. e. 410 – i. e. 409 – i. e. 408 – i. e. 407 – i. e. 406 – i. e. 405 – i. e. 404

## Események

### Görögország
- Alkibiadész elfoglalja a korábban az athéni uralom ellen fellázadó Büzantiont, amivel az athéniek teljesen ellenőrzésük alá vonják a Hellészpontoszt és a fekete-tengeri gabonakereskedelmet.
- Thraszüllosz athéni hadvezér a lázongó Ióniába vezet hadjáratot, ahol gyorsan elfoglalja Kolophónt és feldúlja az ión vidéket, de Epheszosz mellett vereséget szenved az egyesült epheszoszi-perzsa-szürakuszai erőktől.
- Pleisztoanaxot Pauszaniasz váltja Spárta élén.
- Megalapítják Rhodosz városát.

### Itália
- A szicíliai görög városok konfliktusait, valamint Athén és Spárta lekötöttségét kihasználva Karthágó a maga befolyása alá vonja Szicíliát. Hannibal Mago, Hamilcar unokája erős sereggel partra száll és legyőzi a görögöket, majd nagyapja vereségét megbosszulandó háromezer foglyot megkínoztat és kivégeztet. Kifosztja Szelinoszt, lerombolja Himérát, majd visszatér Karthágóba.
- Rómában consullá választják Cnaeus Cornelius Cossust és Lucius Furius Medullinust.

## Kultúra
- Előadják Szophoklész Philoktétész c. tragédiáját.

## Halálozások
- Pleisztoanax spártai király

## Fordítás
- Ez a szócikk részben vagy egészben  a(z)   409 BC című angol Wikipédia-szócikk ezen változatának fordításán alapul.  Az eredeti cikk szerkesztőit annak laptörténete sorolja fel. Ez a jelzés csupán a megfogalmazás eredetét és a szerzői jogokat jelzi, nem szolgál a cikkben szereplő információk forrásmegjelöléseként.